# Joseph Dunford
Joseph Francis Dunford Jr. (sinh ngày 23 tháng 12 năm 1955) là một sĩ quan cấp cao trong Quân đội Hoa Kỳ, mang quân hàm Đại tướng Thủy quân lục chiến, từng là Chủ tịch Hội đồng Tham mưu trưởng Liên quân Hoa Kỳ, ông cũng từng là Tư lệnh thứ 36 của Bộ Tư lệnh Thủy quân lục chiến; Tư lệnh Lực lượng Hỗ trợ An ninh Quốc tế thuộc Tổ chức Hiệp ước Bắc Đại Tây Dương (NATO) ở Afghanistan từ tháng 2 năm 2013 đến tháng 8 năm 2014, và là Phó Tư lệnh thứ 32 của Thủy quân lục chiến từ ngày 23 tháng 10 năm 2010 đến ngày 15 tháng 12 năm 2012. Joseph Dunford từng là sĩ quan cao cấp nhất trong Lực lượng Vũ trang Hoa Kỳ đồng thời là cố vấn quân sự cao nhất cho Tổng thống và Bộ trưởng Quốc phòng Mỹ.

## Tiểu sử

### Thân thế và giáo dục
Dunford sinh ra ở Boston năm 1955, lớn lên tại Quincy, Massachusetts. Ông là người gốc Ireland và được miêu tả là một "người Giáo hội Công giáo Rôma nhiệt thành." Ông tốt nghiệp trường Trung học Boston College năm 1973 và Cao đẳng Saint Michael vào tháng 6 năm 1977, sau đó theo học và tốt nghiệp các trường quân sự hàng đầu như Đại học Ranger, trường Tác chiến Thủy quân Lục chiến, Học viện Chiến tranh Hoa Kỳ. Ông cũng có bằng thạc sĩ về luật và ngoại giao tại Đại học Georgetown và Đại học Tufts.

### Binh nghiệp
Ông Dunford có gần 40 năm phục vụ trong quân đội Hoa Kỳ. Từ năm 1978, Dunford phục vụ với tư cách là sĩ quan chỉ huy cấp trung đội và đại đội của các đơn vị thuộc Tiểu đoàn 3/1 và 1/9 thuộc Sư đoàn 1 Thủy quân lục chính. Ông tiếp tục chỉ huy các đơn vị chiến đấu trong nhiều năm trước khi chuyển sang làm công việc văn phòng. Năm 2003, Dunford – khi đó mang hàm đại tá đã chỉ huy lực lượng viễn chinh Mỹ tấn công Iraq, chiếm các mỏ dầu ở Rumaila trước khi hướng về Baghdad. Một năm sau đó, ông được thăng bậc Chuẩn tướng
Tháng 12 năm 2007, ông được thăng hàm lên Thiếu tướng, chỉ hai tháng sau đó được thăng Trung tướng và điều về Bộ Tư lệnh Thủy quân Lục chiến Hoa Kỳ. Ông giữ quân hàm này chỉ hai năm, đến tháng 10 năm 2010, ông tiếp tục được thăng quân hàm Đại tướng Thủy quân Lục chiến.
Ngày 1 tháng 5 năm 2009, Ngũ Giác Đài thông báo Tổng thống Barack Obama đã chỉ định Dunford vào vị trí chỉ huy lính thủy đánh bộ tại Bộ Tư lệnh Trung ương, cơ quan giám sát binh sĩ Mỹ ở Trung Đông. Chưa đầy một năm nhận nhiệm vụ này, Dunford tiếp tục được Bộ trưởng Quốc phòng Robert Gates bổ nhiệm làm Trợ lý Tư lệnh Thủy quân Lục chiến thay cho tướng James F. Amos, người được chỉ định để kế nhiệm James Conway làm Tư lệnh. Tổng thống Obama đã phê chuẩn việc bổ nhiệm và Dunford đảm nhận nhiệm vụ và cấp bậc mới vào ngày 23 tháng 10 năm 2010.
Ngày 10 tháng 10 năm 2010, Bộ trưởng Quốc phòng Mỹ Leon Panetta thông báo đề cử bổ nhiệm Phó Tư lệnh lực lượng Lính thủy đánh bộ Mỹ Joseph Dunford trở thành người đứng đầu các lực lượng liên minh NATO tại Afghanistan. Sau khi tướng John R. Allen - Tư lệnh các lực lượng Mỹ và NATO ở Afghanistan từ chức ngày 10 tháng 2 năm 2013, Joseph Dunford được bổ nhiệm thay thế làm Tư lệnh Lực lượng Hỗ trợ An ninh Quốc tế thuộc Tổ chức Hiệp ước Bắc Đại Tây Dương (NATO) ở Afghanistan.
Ngày 5 tháng 6 năm 2014, tướng Dunford được Tổng thống Obama đề cử làm Tư lệnh Bộ Tư lệnh Thủy quân lục chiến Hoa Kỳ. Đề cử của ông đã được Thượng viện xác nhận vào ngày 23 tháng 7 năm 2014 và ông trở thành Tư lệnh vào ngày 17 tháng 10 năm 2014.

### Chủ tịch Hội đồng Tham mưu trưởng
Tổng thống Barack Obama đã đề cử Dunford làm Chủ tịch Hội đồng Tham mưu trưởng Liên quân vào ngày 5 tháng 5 năm 2015. Ông đã được Thượng viện Hoa Kỳ xác nhận và tiếp quản chức vụ Chủ tịch Hội đồng từ Đại tướng Martin Dempsey vào ngày 25 tháng 9 năm 2015 và chính thức nhậm chức vào ngày 1 tháng 10 năm 2015. Ông phục vụ cùng với Tướng Paul Selva, cựu Tư lệnh Bộ Tư lệnh Vận tải Hoa Kỳ, hiện là Phó Chủ tịch Hội đồng Tham mưu Liên quân.
Ngày 19 tháng 5 năm 2017, thông cáo của Lầu Năm Góc xác nhận Tổng thống Mỹ Donald Trump đã đề cử Tướng Joseph Dunford tiếp tục đảm nhiệm vị trí Chủ tịch Hội đồng Tham mưu trưởng liên quân thêm một nhiệm kỳ 2 năm. Việc tái bổ nhiệm của Tổng thống Donald Trump đã được Thượng viện Hoa Kỳ phê chuẩn vào ngày 27 tháng 9 năm 2017.